# Karen Heerschop
H.C. (Karen) Heerschop (Hilversum, 1960) is een Nederlands politica en bestuurster.

## Biografie
Ze was vanaf de oprichting van Leefbaar Hilversum betrokken bij die partij en werd in 1994 namens Leefbaar Hilversum (LH) gemeenteraadslid in Hilversum. In de periode 2001 tot 2006 was ze daar wethouder met onder andere verkeer in haar portefeuille. In augustus 2008 gaf ze aan het raadslidmaatschap op te willen geven en daarmee ook af te treden als fractievoorzitter.
In de zomer van 2009 werd ze benoemd tot waarnemend burgemeester van Wijdemeren. Vanaf maart 2010 was ze waarnemend burgemeester van Zeevang. Op 1 januari 2016 fuseerde Zeevang met Edam-Volendam waarmee haar functie kwam te vervallen.
Van 2017 tot 2019 was Heerschop interim-directeur en rentmeester en van 2016 tot 2017 interim-voorzitter van het Goois Natuurreservaat. Met ingang van 1 april 2020 werd Heerschop benoemd tot waarnemend burgemeester van de Beemster. Op 1 januari 2022 fuseerde Beemster met Purmerend waarmee haar functie kwam te vervallen.
Heerschop is zelfstandig ondernemer. In die hoedanigheid is zij voorzitter van twee gebruikersplatforms van Staatsbosbeheer, begeleider van reflectiegesprekken en ceremoniespreker. In 2022 was zij informateur en formateur voor de coalitievorming in Heemskerk. Van 1 juni 2023 tot 28 maart 2024 was ze waarnemend burgemeester van Castricum. Op 12 maart 2025 is ze benoemd tot waarnemend burgemeester van Houten.